# Kangra-Lambagraon
Lo Stato di Kangra-Lambagraon (altre volte indicato semplicemente come Kangra, in altre fonti indicato anche come Bhim Kot, Nagar-Kot, Susarmapura, Katoch, Jalandhara e Trigarta) fu uno stato principesco del subcontinente indiano, avente per capitale la città di Kangra.

## Storia

### Storia antica
Secondo la leggenda, lo stato di Kangra faceva risalire le proprie origini remote al 4300 a.C. La prima menzione scritta dell'esistenza dello stato, ad ogni modo, risale all'XI secolo d.C. La dinastia Katoch si pensa abbia governato il villaggio di Kangra e le sue pertinenze da tempi immemorabili.

### Le lotte con i moghul ed il Nepal
Nel periodo compreso tra il 1620 ed il 1783 l'area passò sotto il controllo dell'impero moghul. Quando il potere centrale iniziò ad indebolirsi, diversi ex ufficiali dell'esercito dell'impero moghul iniziarono a governare autonomamente le aree a loro affidate. Nel frattempo, (nel 1758), Ghamand Chand, discendente della famiglia che da secoli aveva regnato sullo stato, ottenne una posizione di rilievo venendo nominato governatore di Jalandhar da Ahmed Shah Abdali. Il nipote di Ghamand Chand, Sansar Chand, raggruppò un esercito col quale riuscì a scacciare il regnante di Kangra, Saif Ali Khan, ed a prendere possesso del suo stato. Tutto ciò accadde nel 1783, e Sansar Chand venne aiutato in questo da Kanhaiya misl, uno dei diversi principali sikh che componevano la regione del Punjab.
Durante la campagna militare, il raja Sansar Chand e le sue forze mercenarie sforarono anche nei principati vicini, costringendo alla sottomissione molti dei loro capi. Per due decenni governò su buona parte dell'attuale stato indiano di Himachal Pradesh, ma la sua ambizione lo portò infine in conflitto con i gurka del nascente stato del Nepal. I gurka si allearono con altri stati della regione delle colline ed invasero Kangra nel 1806. Il raja venne sconfitto e venne privato di tutti i suoi territori ad eccezione della fortezza di Kangra che egli riuscì a mantenere con l'appoggio di piccole forze sikh inviate in suo aiuto da Ranjit Singh. In questa situazione disperata, il raja si risolse a sottoscrivere un trattato con Ranjit Singh a Jawalamukhi nel 1809, sulla base del quale il raja Sansar Chand avrebbe concesso gran parte del proprio stato a Ranjit Singh, in cambio del ritorno alla sovranità di 20 villaggi e 324 km2 di superficie. Sansar Chand avrebbe inoltre ricevuto la residenza di Lambagraon, motivo per cui lo stato divenne noto anche come "Kangra-Lambagraon".

### L'era britannica
Dopo la prima guerra anglo-sikh (1846), l'area tra i fiumi Sutlej e Ravi, venne ceduta dai sikh alla Compagnia britannica delle Indie orientali e lo stato entrò a far parte del British Raj come protettorato britannico.
Lo stato principesco di Kangra-Lambagraon entrò a far parte del Dominion dell'India nel 1947; l'anno successivo venne unito ad altri stati per creare la provincia di "Himachal Pradesh", cessando così di costituire un'entità amministrativa a sé stante.